# Giro del Belgio 2007
Il Giro del Belgio 2007, settantasettesima edizione della corsa, si disputò in cinque tappe tra il 30 maggio e il 3 giugno 2007, su un percorso di 762,8 km. Fu vinto dal russo Vladimir Gusev.

## Tappe
| Tappa  | Data      | Percorso                              | km    | Vincitore di tappa | Leader cl. generale |
| ------ | --------- | ------------------------------------- | ----- | ------------------ | ------------------- |
| 1ª     | 30 maggio | Ostenda > Ostenda                     | 182   | Wouter Weylandt    | Wouter Weylandt     |
| 2ª     | 31 maggio | Ostenda > Buggenhout                  | 179,6 | Gorik Gardeyn      | Greg Van Avermaet   |
| 3ª     | 1º giugno | Herzele > Herzele (cron. individuale) | 16,7  | Vladimir Gusev     | Vladimir Gusev      |
| 4ª     | 2 giugno  | Herzele > Aywaille                    | 199,7 | Robert Gesink      | Vladimir Gusev      |
| 5ª     | 3 giugno  | Aywaille > Putte                      | 184,8 | Tom Boonen         | Vladimir Gusev      |
| Totale | Totale    | Totale                                | 762,8 |                    |                     |

## Squadre e corridori partecipanti
| N.    | Cod. | Squadra                   |
| ----- | ---- | ------------------------- |
| 1-8   | SKS  | Skil-Shimano              |
| 11-18 | PRL  | Predictor-Lotto           |
| 21-28 | COF  | Cofidis                   |
| 31-38 | QSI  | Quick Step-Innergetic     |
| 41-48 | RAB  | Rabobank                  |
| 51-58 | DSC  | Discovery Channel         |
| 61-68 | UNT  | Unibet.com                |
| 71-78 | JAC  | Chocolade Jacques         |
| 81-88 | DFL  | DFL-Cyclingnews-Litespeed |

| N.      | Cod. | Squadra                 |
| ------- | ---- | ----------------------- |
| 91-98   | LAN  | Landbouwkrediet-Colnago |
| 101-108 | TCS  | Tinkoff Credit Systems  |
| 111-118 | TSL  | Team Slipstream         |
| 121-128 | DLV  | Davitamon-Win for Life  |
| 131-138 | JAR  | Jartazi Promo Fashion   |
| 141-148 | PCW  | Pôle Continental        |
| 151-158 | PCO  | Palmans-Collstrop       |
| 161-168 | SUN  | Sunweb Pro Job          |

## Dettagli delle tappe

### 1ª tappa
- 30 maggio: Ostenda > Ostenda – 182 km

Risultati
| Pos. | Corridore         | Squadra    | Tempo    |
| ---- | ----------------- | ---------- | -------- |
| 1    | Wouter Weylandt   | Quick Step | 3h52'49" |
| 2    | Jeremy Hunt       | Unibet.com | s.t.     |
| 3    | Greg Van Avermaet | Predictor  | s.t.     |

| Pos. | Corridore         | Squadra    | Tempo    |
| ---- | ----------------- | ---------- | -------- |
| 1    | Wouter Weylandt   | Quick Step | 3h52'49" |
| 2    | Jeremy Hunt       | Unibet.com | a 3"     |
| 3    | Greg Van Avermaet | Predictor  | a 4"     |

### 2ª tappa
- 31 maggio: Ostenda > Buggenhout – 179,6 km

Risultati
| Pos. | Corridore     | Squadra       | Tempo    |
| ---- | ------------- | ------------- | -------- |
| 1    | Gorik Gardeyn | Unibet.com    | 4h06'03" |
| 2    | Allan Davis   | Discovery Ch. | s.t.     |
| 3    | Tyler Farrar  | Cofidis       | s.t.     |

| Pos. | Corridore         | Squadra    | Tempo    |
| ---- | ----------------- | ---------- | -------- |
| 1    | Greg Van Avermaet | Predictor  | 7h58'37" |
| 2    | Wouter Weylandt   | Quick Step | a 5"     |
| 3    | Gorik Gardeyn     | Unibet.com | s.t.     |

### 3ª tappa
- 1º giugno: Herzele > Herzele – Cronometro individuale – 16,7 km

Risultati
| Pos. | Corridore          | Squadra       | Tempo  |
| ---- | ------------------ | ------------- | ------ |
| 1    | Vladimir Gusev     | Discovery Ch. | 20'21" |
| 2    | Sébastien Rosseler | Quick Step    | a 18"  |
| 3    | Tom Danielson      | Discovery Ch. | a 31"  |

| Pos. | Corridore          | Squadra       | Tempo    |
| ---- | ------------------ | ------------- | -------- |
| 1    | Vladimir Gusev     | Discovery Ch. | 8h19'11" |
| 2    | Sébastien Rosseler | Quick Step    | a 14"    |
| 3    | Rick Flens         | Rabobank      | a 34"    |

### 4ª tappa
- 2 giugno: Herzele > Aywaille – 199,7 km

Risultati
| Pos. | Corridore     | Squadra         | Tempo    |
| ---- | ------------- | --------------- | -------- |
| 1    | Robert Gesink | Rabobank        | 4h30'59" |
| 2    | Leif Hoste    | Predictor       | a 13"    |
| 3    | Bert De Waele | Landbouwkrediet | s.t.     |

| Pos. | Corridore          | Squadra       | Tempo     |
| ---- | ------------------ | ------------- | --------- |
| 1    | Vladimir Gusev     | Discovery Ch. | 12h50'22" |
| 2    | Maarten Tjallingii | Skil-Shimano  | a 39"     |
| 3    | Leif Hoste         | Predictor     | a 40"     |

### 5ª tappa
- 3 giugno: Aywaille > Putte – 184,8 km

Risultati
| Pos. | Corridore        | Squadra       | Tempo    |
| ---- | ---------------- | ------------- | -------- |
| 1    | Tom Boonen       | Quick Step    | 4h14'12" |
| 2    | Kenny Van Hummel | Skil-Shimano  | s.t.     |
| 3    | Allan Davis      | Discovery Ch. | s.t.     |

| Pos. | Corridore          | Squadra       | Tempo     |
| ---- | ------------------ | ------------- | --------- |
| 1    | Vladimir Gusev     | Discovery Ch. | 17h04'34" |
| 2    | Maarten Tjallingii | Skil-Shimano  | a 39"     |
| 3    | Leif Hoste         | Predictor     | a 40"     |

## Evoluzione delle classifiche
| Tappa              | Vincitore          | Classifica generale Maglia nera | Classifica a punti Maglia gialla | Classifica sprint Maglia rossa | Classifica scalatori Maglia blu |
| ------------------ | ------------------ | ------------------------------- | -------------------------------- | ------------------------------ | ------------------------------- |
| 1ª                 | Wouter Weylandt    | Wouter Weylandt                 | Wouter Weylandt                  | Sébastien Rosseler             | -                               |
| 2ª                 | Gorik Gardeyn      | Greg Van Avermaet               | Greg Van Avermaet                | Greg Van Avermaet              | Jarno Van Mingeroet             |
| 3ª                 | Vladimir Gusev     | Vladimir Gusev                  | Greg Van Avermaet                | Greg Van Avermaet              | Jarno Van Mingeroet             |
| 4ª                 | Robert Gesink      | Vladimir Gusev                  | Greg Van Avermaet                | Greg Van Avermaet              | Jarno Van Mingeroet             |
| 5ª                 | Tom Boonen         | Vladimir Gusev                  | Greg Van Avermaet                | Greg Van Avermaet              | Jarno Van Mingeroet             |
| Classifiche finali | Classifiche finali | Vladimir Gusev                  | Greg Van Avermaet                | Greg Van Avermaet              | Jarno Van Mingeroet             |

## Classifiche finali

### Classifica generale
| Pos. | Corridore          | Squadra         | Tempo     |
| ---- | ------------------ | --------------- | --------- |
| 1    | Vladimir Gusev     | Discovery Ch.   | 17h04'34" |
| 2    | Maarten Tjallingii | Skil-Shimano    | a 39"     |
| 3    | Leif Hoste         | Predictor       | a 40"     |
| 4    | Sébastien Rosseler | Quick Step      | a 53"     |
| 5    | Rick Flens         | Rabobank        | a 1'13"   |
| 6    | Bert Roesems       | Predictor       | a 1'14"   |
| 7    | Gianni Meersman    | Discovery Ch.   | a 1'25"   |
| 8    | Bert De Waele      | Landbouwkrediet | a 1'32"   |
| 9    | Greg Van Avermaet  | Predictor       | a 1'34"   |
| 10   | Maarten den Bakker | Skil-Shimano    | a 2'16"   |

### Classifica a punti
| Pos. | Corridore         | Squadra       | Punti |
| ---- | ----------------- | ------------- | ----- |
| 1    | Greg Van Avermaet | Predictor     | 76    |
| 2    | Wouter Weylandt   | Quick Step    | 60    |
| 3    | Tyler Farrar      | Cofidis       | 51    |
| 4    | Gorik Gardeyn     | Unibet.com    | 49    |
| 5    | Allan Davis       | Discovery Ch. | 47    |

### Classifica scalatori
| Pos. | Corridore           | Squadra         | Punti |
| ---- | ------------------- | --------------- | ----- |
| 1    | Jarno Van Mingeroet | Jartazi         | 27    |
| 2    | Robert Gesink       | Rabobank        | 20    |
| 3    | Iljo Keisse         | Ch. Jacques     | 18    |
| 4    | Nico Sijmens        | Landbouwkrediet | 16    |
| 5    | Kai Reus            | Rabobank        | 10    |

### Classifica sprint
| Pos. | Corridore           | Squadra       | Punti |
| ---- | ------------------- | ------------- | ----- |
| 1    | Greg Van Avermaet   | Predictor     | 37    |
| 2    | Jarno Van Mingeroet | Jartazi       | 24    |
| 3    | Sébastien Rosseler  | Quick Step    | 16    |
| 4    | Kai Reus            | Rabobank      | 13    |
| 5    | Vladimir Gusev      | Discovery Ch. | 9     |